# Кастл (Кемнат)
Кастл (њем. Kastl) општина је у њемачкој савезној држави Баварска. Једно је од 26 општинских средишта округа Тиршенројт. Према процјени из 2010. у општини је живјело 1.408 становника. Посједује регионалну шифру (AGS) 9377128.

## Географски и демографски подаци
Кастл се налази у савезној држави Баварска у округу Тиршенројт. Општина се налази на надморској висини од 460 метара. Површина општине износи 24,7 km². У самом мјесту је, према процјени из 2010. године, живјело 1.408 становника. Просјечна густина становништва износи 57 становника/km².